# フォン・ヒッペル賞
フォン・ヒッペル賞（Von Hippel Award）はアメリカ合衆国の物理学の賞。同国の材料科学者アーサー・フォン・ヒッペル(en)にちなんで設立された。

## 受賞者
- 1976年 Arthur R. von Hippel
- 1978年 William O. Baker
- 1979年 David Turnbull
- 1980年 Conyers Herring
- 1981年 James W. Mayer
- 1982年 クラレンス・ツェナー
- 1983年 ペーター・ヒルシュ
- 1984年 Walter L. Brown
- 1985年 John W. Cahn
- 1986年 Minko Balkanski
- 1987年 Frederick Charles Frank
- 1988年 Jacques Friedel
- 1989年 ジョン・グッドイナフ
- 1990年 Robert W. Balluffi
- 1991年 Theodore Geballe
- 1992年 Michael F. Ashby
- 1993年 フレデリック・ザイツ
- 1994年 アルフレッド・チョー
- 1995年 William W. Mullins
- 1996年 Alan Cottrell
- 1997年 ガボール・ソモライ
- 1998年 Larry L. Hench
- 1999年 Richard S. Stein
- 2000年 ジョージ・M・ホワイトサイズ
- 2001年 Simon C. Moss
- 2002年 Howard K. Birnbaum
- 2003年 Julia R. Weertman
- 2004年 ニック・ホロニアック
- 2005年 ロバート・ランガー
- 2006年 クヌート・ウルバン
- 2007年 William Nix
- 2008年 Herbert Gleiter
- 2009年 トビン・マークス
- 2010年 L. Eric Cross
- 2011年 ポール・アリヴィサトス
- 2012年 ステュアート・パーキン
- 2013年 ミルドレッド・ドレッセルハウス
- 2014年 マーヴィン・コーエン
- 2015年 Richard H. Friend
- 2016年 チャールズ・リーバー
- 2017年 チンターマニー・ラーオ
- 2018年 細野秀雄
- 2019年 Jerry D. Tersoff
- 2020年 ケイトー・ローレンシン
- 2021年 Harry Atwater
- 2022年 Samuel I. Stupp
- 2023年 Reshef Tenne
- 2024年 Claudia Felser